# Athanassios S. Fokas
Athanassios Spyridon Fokas (griechisch Αθανάσιος Σπυρίδων Φωκάς, * 30. Juni 1952 auf Kefalonia) ist ein griechischer Mathematiker, der sich mit nichtlinearen partiellen Differentialgleichungen befasst.
Fokas studierte Aeronautik am Imperial College mit dem Bachelorabschluss 1975 und wurde 1979 am Caltech bei Paco Lagerstrom promoviert (Invariants, Lie-Backlund Operators and Backlund Transformations). Danach studierte er Medizin an der University of Miami mit dem M.-D.-Abschluss 1986. Im selben Jahr wurde er Professor für Mathematik und Vorstand der Mathematik-Fakultät an der Clarkson University. 1996 ging er ans Imperial College als Professor für Angewandte Mathematik und 2002 wurde er Professor für Nichtlineare Mathematik an der Universität Cambridge, ein damals neu gegründeter Lehrstuhl. 2005 wurde er dort Fellow des Clare Hall College.
Er befasst sich mit integrablen nichtlinearen partiellen Differentialgleichungen (wie KdV-Gleichung und nichtlinearer Schrödingergleichung) und Solitonen, Randwertproblemen zweidimensionaler linearer partieller Differentialgleichungen, Anwendungen inverser Probleme in der Medizin (speziell im Gehirn), Proteinfaltung (wobei er mit Israel Gelfand zusammenarbeitete) und Hydrodynamik. Eine spezielle Solitonengleichung ist nach ihm, Desgasperos und Francesco Calogero benannt.
2004 wurde er Mitglied der Athener Akademie der Wissenschaften (als jüngstes damaliges Mitglied und erster angewandter Mathematiker) und erhielt 2004 deren Aristeion Preis. 2000 erhielt er den Naylor-Preis der London Mathematical Society. 2009 war er Guggenheim Fellow. Er ist Ehrendoktor der Technischen Universität Kreta, der Technischen Universität Athen, der Universität Patras (alle verliehen 2004) und der Universität Athen (2006). Er ist Kommandeur des griechischen Phönix-Ordens. 2023 wurde Fokas die Blaise-Pascal-Medaille zugesprochen.
Er ist Mitherausgeber des Journal of Nonlinear Science.
Fokas ist verheiratet und hat drei Kinder.

## Schriften
- mit Mark J. Ablowitz: Complex Variables: Introduction and Applications, Cambridge University Press, 2. Auflage 2003
- mit A. R. Its, A. A. Kapaev, V. Yu. Novokshenov: Painlevé Transcendents: A Riemann-Hilbert Approach, AMS 2006
- A Unified Approach to Boundary Value Problems, CBMS-SIAM, 2008
- Herausgeber mit  V. E. Zakharov Important Developments in Soliton Theory, Springer-Verlag, 1993
- Herausgeber mit D. J. Kaup, Alan C. Newell, V. E. Zakharov Nonlinear Processes in Physics, Springer-Verlag 1993
- Herausgeber mit Israel Gelfand Algebraic Aspects of Integrable Equations, Birkhäuser 2006